# Саритобе (Бухар-Жирауський район)
Саритобе́ (каз. Сарытөбе) — село у складі Бухар-Жирауського району Карагандинської області Казахстану. Входить до складу Кокпектинського сільського округу.
Населення — 526 осіб (2021; 639 у 2009, 617 у 1999, 666 у 1989).
Національний склад станом на 1989 рік:
- росіяни — 34 %;
- казахи — 25 %.

У радянські часи село називалось Сартобе.